# Scavenius' Stiftelse
Scavenius' Stiftelse er en fredet bindingsværksygning fra slutningen af 1600-tallet, der ligger på torvet i Sorø. Den var ejet af Hector Frederik Janson Estrup, som omdannede den til bolig for enker for Sorø Akademis lærere.

## Historie
Bygningen nævnes i skriftlige kilder fra 1682, hvor den var ejet af byfogeden Mads Christensen. Den var sandsynligvis kun lidt ældre en dette. Fra 1829-1831 var den ejet af etatsråd Jacob Mandix, og efter hans død i 1831 overgik bygningen til hans datter, Lucie Mandix, der var gift med Bernhard Severin Ingemann. Samtidig var hun en af Danmarks første kvindelige malere.
Hector Frederik Janson Estrup, der var blevet udpeget rektor for Sorø Akademi i 1831, overtog bygningen i 1833. På dette tidspunkt fik den navnet Scavenius' Stiftelse. Han omdannede den til to lejligheder, der kunne bruges af enker til lærere fra skolen. Estrup giftede sig med et medlem af Scaveniusfamilien og efter hendes døde giftede han sig med hendes søster.
Estrup boede i Urnes gård, i 9 Søgade, der er en anden fredet bygning i Sorø. Han var far til Jacob Brønnum Scavenius Estrup, der var statsminister i Danmark fra 1875 til 1894.

## Beskrivelse
Scavenius' Stiftelse er en i to stokværk, og opført i bindingsværk. Tavlerne er muret med røde mursten, og alle vinduer er hvidmalede. Taget er valmtag. I dag er træværket i bindingsværket malet sort. I 1910 udførte Frederik Carl Christian Hansen en restaurering af bygningen. Der er fundet reste af rød maling, som indikerer at den oprindeligt har været rødmalet.
I vestgavlen er en ladebygning i én etage, og ligeledes opført i bindingsværk. Flere steder i murværket er der korsformede ventilationsholler. På nordsiden er en to-etagers tilbygning fra 1857, ligeledes i bindingsværk. Det er her indgangen findes.

## References
1. 1 2 3  "Sag: Scavenius' Stiftelse". Kulturstyrelsen. Hentet 2012-09-27.
2. ↑  "Scavenius stiftelse". Sorø Lokalhistoriske Arkiv. Hentet 2012-09-27.{{cite web}}:  CS1-vedligeholdelse: url-status (link)
3. 1 2 3  Scavenius stiftelse, Arkiveret 25. juni 2016 hos  Wayback Machine. Sorøhistorie. Hentet 25/9-2016